# 기관소송
기관소송(機關訴訟)이란 국가 또는 공공단체의 기관 상호 간에 있어서의 권한의 존부 또는 그 행사에 관한 다툼이 있을 때에 이에 대하여 제기하는 소송을 말한다. 형식에 있어 기관소송은 행정소송이나 권한쟁의심판은 헌법재판이고 대상에 있어 기관소송은 공법상의 법인 내부에서의 법적 분쟁을 대상으로 하는 데 반해, 권한쟁의심판은 공법상의 법인 상호 간의 외부적인 분쟁을 대상으로 한다.

## 같이 보기
- 행정조직법